# Kevin Lalande
Kevin Lalande (Кевін Лаланд, * 19. února 1987 Kingston (Ontario)) je hokejový brankář kanadského původu, který od roku 2013 reprezentuje Bělorusko. Hraje Kontinentální hokejovou ligu za HK Dynamo Minsk.

## Hráčská kariéra
V roce 2005 byl draftován klubem Calgary Flames. S týmem Belleville Bulls získal v roce 2007 Leyden Trophy, pak chytal na farmě v American Hockey League, v roce 2010 odešel do KHL, kde působil v HC Viťaz a roku 2011 dostal angažmá v Dynamu Minsk. V únoru 2012 mu bylo uděleno běloruské občanství, s běloruskou hokejovou reprezentací se zúčastnil mistrovství světa v ledním hokeji 2014, kde Bělorusové na domácí půdě obsadili sedmé místo, Mistrovství světa v ledním hokeji 2015 (7. místo) a mistrovství světa v ledním hokeji 2016 (12. místo), byl nominován na mistrovství světa v ledním hokeji 2017. Na MS 2015 a 2016 byl zařazen mezi trojici nejlepších hráčů svého týmu.
Během působení v HC CSKA Moskva v sezoně 2014/15 získal Kontinentální pohár, s Dynamem Minsk byl semifinalistou Spenglerova poháru 2016.

## Ocenění a úspěchy
- 2015 KHL – Nejlepší brankář s průměrem inkasovaných branek za zápas